# إيرل موريس
إيرل موريس (بالإنجليزية: Earle H. C. Morris) هو لاعب كرلنغ كندي، ولد في 16 أغسطس 1945 في Rosthern ‏ في كندا.

## وصلات خارجية
- إيرل موريس على موقع الاتحاد الدولي للكرلنغ (الإنجليزية)